# Museo del Niño Rural
El Museo del Niño Rural es un museo ubicado en la localidad de Ciruelos, comuna de Pichilemu en la región de O'Higgins.
El museo, creado por iniciativa del profesor de la escuela rural de Ciruelos, Carlos Leyton,  a partir de una colección iniciada en 1986, fue inaugurado en un edificio propio en 2009. Contiene diversas piezas de artesanía local que fueron creados por los indígenas locales y algunos artefactos utilizados por los colonos post-hispánicos, llegando a un registro aproximado de 850 objetos recolectado por los mismos alumnos de la escuela.
Además de la muestra de objetos, el museo contiene animales disecados que han llegado desde el mar a la zona y el Caballo de Agua que fue usado como parte de la ruta de suministros utilizados en el antiguo ferrocarril San Fernando - Pichilemu.